# Narcine timlei
Narcine timlei (лат.) — вид скатов рода нарцин семейства лат. Narcinidae отряда электрических скатов. Это хрящевые рыбы, ведущие донный образ жизни, с крупными, уплощёнными грудными и брюшными плавниками в форме диска, выраженным хвостом и двумя спинными плавниками. Они способны генерировать электрический ток. Обитают в тропических водах Тихого океана и Индийского океана. Размножаются яйцеживорождением. Максимальная зарегистрированная длина 38 см.

## Таксономия
Впервые вид был научно описан в 1801 году.

## Ареал
Narcine timlei обитают в северо-западной части и северо-восточной частях Тихого океана, а также в Индийском океане. Эти скаты встречаются у берегов Пакистана, Индии, Мьянмы, Шри Ланки, Малайзии, Сингапура, Вьетнама, Индонезии, Китая, Японии, Таиланда и в Южно-Китайском море. Они попадаются как у берега, так и в открытом море в тропических водах на материковом склоне.

## Описание
У этих скатов широкие и закруглённые грудные плавники, образующие полутрапецевидный диск. Имеются два спинных плавника и хвостовой плавник. Позади глаз расположены брызгальца. Задние кончики брюшных плавников заострены. У основания грудных плавников перед глазами сквозь кожу проглядывают электрические парные органы в форме почек, которые тянутся вдоль тела до конца диска. Окраска дорсальной поверхности ровного бордово-коричневого или золотисто-коричневого цвета. Зубные полосы широкие и закруглённые. Максимальная зарегистрированная длина 38 см.

## Биология
Narcine timlei являются донными морскими рыбами. Они размножаются яйцеживорождением, эмбрионы вылупляются из яиц в утробе матери и питаются желтком и
гистотрофом. В Тонкинском заливе самцы достигают половой зрелости при длине 27 см, а у берегов Малайзии при длине 24 см. Самый маленькая свободноплавающая особь имела в длину 5,5 см, желточный мешок у неё отсутствовал.

## Взаимодействие с человеком
Эти скаты не представляют интереса для коммерческого рыболовства. Иногда они попадаются в качестве прилова при коммерческом промысле методом траления. Кроме того, эти скаты страдают от ухудшения условий среды обитания, вызванного антропогенным фактором. Данных для оценки Международным союзом охраны природы статуса сохранности вида недостаточно.